# Windkraftanlage Dierkower Höhe
Die Windkraftanlage Dierkower Höhe in Rostock war die erste Windkraftanlage in der damaligen DDR, die im Jahr 1989 Strom ins öffentliche Netz einspeiste.

## Geschichte und Beschreibung
Die Anlage wurde von dem Ingenieur Joachim Pätz gemeinsam mit einem Team in Eigenleistung erbaut und begann im Frühjahr 1989 offiziell ihren Testbetrieb. Das Material für sein Projekt hatte Pätz weitgehend von staatlichen Betrieben gestellt bekommen. Das regionale Energiekombinat in Gestalt des Ingenieurs Otto Jörn sowie das Dieselmotorenwerk Rostock hatten den Bau aktiv unterstützt.
Als Rotor verwendete die Anlage, deren Leistung maximal 50 kW betrug, zwei Rotorblätter des sowjetischen Mi-8-Militärhubschraubers, die eine Länge von 18 Metern haben. Als Turm diente ein 24 Meter hoher, abgespannter Stahlrohrmast, der aus zwei Segmenten bestand. Die Bauzeit betrug knapp drei Jahre. Das Windrad am Rande von Rostock in Dierkow wurde vollautomatisch gesteuert.
Aus dem Kreisdurchmesser und der gemessenen Leistung ergibt sich eine Flächen-Leistungsdichte von 0,02 kW/m².
Die Windkraftanlage Dierkower Höhe musste im Jahr 1993 auf Anordnung des Rostocker Umweltamtes abgerissen werden.